# Sechste Dringlichkeitssitzung der Generalversammlung der Vereinten Nationen
Die sechste Dringlichkeitssitzung der Generalversammlung der Vereinten Nationen war eine Sondersitzungsperiode der Generalversammlung der Vereinten Nationen vom 10. bis 14. Januar 1980, die sich mit der Lage in Afghanistan befasste. Als die sowjetische Besetzung Afghanistans begann, beratschlagten die Mitglieder des UN-Sicherheitsrates die Situation. Das Veto der Sowjetunion zu einer Resolution veranlasste die anderen Mitglieder dazu, die Resolution 377 der Generalversammlung anzuwenden, damit sich die Generalversammlung mit der Thematik in einer Dringlichkeitssitzung befassen konnte. Es handelte sich um die sechste Sondersitzungsperiode, die auf diese Weise seit Annahme der Resolution im Jahr 1950 einberufen wurde. Die Sitzung wurde dominiert von Diskussionen über ihre Legitimität, da die afghanische Regierung die sowjetischen Truppen im Rahmen ihres Bürgerkrieges selbst angefordert hatte. Von der Bewegung der blockfreien Staaten getragen, endete die Sitzung mit einer Resolution der Generalversammlung, die den sofortigen, bedingungslosen und völligen Rückzug der ausländischen Truppen aus Afghanistan und die Beendigung jeglicher Einmischung von außen, sei es durch Intervention, Subversion, Zwang oder Vorenthaltung, sodass das afghanische Volk selbständig über sein wirtschaftliches, soziales und politisches System entscheiden könne.

## Hintergrund
Am 27. April 1978 stürzte die kommunistische Demokratische Volkspartei Afghanistans, unterstützt durch den Chalq-Flügel des Militärs, die afghanische Regierung und rief die Demokratische Republik Afghanistan aus. Dagegen bildete sich ein Aufstand, der von Mudschahedin geführt wurde und die neue Regierung bekämpfte. Diese ersuchte die sowjetische Regierung um Unterstützung und unterschrieb im Dezember 1978 einen Freundschaftsvertrag mit der Sowjetunion. Auf dieser Grundlage leistete die Sowjetunion Militärhilfe. In der Zwischenzeit begannen die Vereinigten Staaten mit der Finanzierung und Bewaffnung der Mudschaheddin. Am 17. Dezember 1979 bat der afghanische Präsident Hafizullah Amin um sowjetische Hilfe bei einer Offensive. Die Sowjets stimmten zu und begannen am 27. Dezember mit der Invasion. Sie besetzten Kabul, setzten Amin ab und Babrak Karmal als neuen Präsidenten ein, der den Weg für eine groß angelegte Besetzung frei machte.
Die Generalversammlung der Vereinten Nationen übermittelte dem Präsidenten des Sicherheitsrates der Vereinten Nationen ein Schreiben, in dem eine Sitzung des Sicherheitsrates verlangt wurde, die sich mit der Angelegenheit befassen solle. Dieses Dokument wurde gemeinsam von Ägypten, Australien, den Bahamas, Belgien, der Bundesrepublik Deutschland, Chile, Costa Rica, Dänemark, der Dominikanischen Republik, El Salvador, Ecuador, Fidschi, Griechenland, Haiti, Honduras, Island, Italien, Japan, Kanada, Kolumbien, Liberia, Luxemburg, Neuseeland, den Niederlanden, Norwegen, Oman, Pakistan, Panama, Papua-Neuguinea, den Philippinen, Portugal, Santa Lucia, Saudi-Arabien, Singapur, Suriname, Schweden, der Türkei, Uruguay, Venezuela, dem Vereinigten Königreich und den Vereinigten Staaten unterzeichnet. Der Sicherheitsrat kam vom 5. bis 9. Januar 1980 zusammen. Afghanistan und die Sowjetunion verurteilten das Treffen als Einmischung in die inneren Angelegenheiten eines Mitgliedsstaates und betonten, dass sie lediglich ihren Freundschaftsvertrag und damit ihr Recht auf die gemeinsame Verteidigung unter Artikel 51 der Charta der Vereinten Nationen ausübten. Die Vereinigten Staaten reklamierten, dass die sowjetische Intervention die territoriale Integrität Afghanistans verletzte und dass der Tod Präsident Amins durch sowjetische Truppen einen Regierungsumsturz bedeutet. Ein Resolutionsentwurf, der den sofortigen, bedingungslosen und vollständigen Abzug aller fremden Truppen verlangte, wurde am 7. Januar durch das Veto der Sowjetunion abgelehnt. Zwei Tage später nahm der Sicherheitsrat die Resolution 462 (1980) an, mit der das Gremium feststellte, dass die Uneinigkeit seiner ständigen Mitglieder den Sicherheitsrat davon abhielten, die primäre Aufgabe der Erhaltung von Frieden und Sicherheit zu erfüllen. Mit der Resolution wendete der Sicherheitsrat die Resolution 377 der Generalversammlung an und berief eine Dringlichkeitssitzung der Generalversammlung ein. Diese Resolution wurde mit 12 Zustimmungen, zwei Gegenstimmen (durch die Sowjetunion und die Deutsche Demokratische Republik) und einer Enthaltung (durch Sambia) angenommen.

## Dringlichkeitssitzung
Die sechste Dringlichkeitssitzung der Generalversammlung der Vereinten Nationen begann am 10. Januar. Sie war von der Problematik dominiert, ob die Generalversammlung legitim über die Problematik tagen konnte. Der afghanische Vertreter betonte in seiner Rede „die stärksten und kategorischsten Einwände zur Diskussion der sogenannten Frage der Situation in Afghanistan. Die Tagung eine Dringlichkeitssitzung der Generalversammlung in dieser Problematik stellt eine offene und ungeheuerliche Einmischung in die interne Angelegenheiten der Demokratischen Republik Afghanistan dar.“ Auch die Sowjetunion argumentierte, die Sitzung werde im Widerspruch zur Charta der Vereinten Nationen abgehalten, welche die internen Angelegenheiten der Mitgliedsstaaten akzeptiere. Überraschenderweise stellte sich Indien auf die Seite der Sowjetunion, als Brijesh Mishra in seiner Rede am 11. Januar bescheinigte, dass die Sowjetunion die Hilfe gewährten, die Präsident Amin und sein Nachfolger angefordert hatten und außerdem die sowjetischen Truppen Afghanistan auf Verlangen der afghanischen Regierung verlassen würden.
Pakistan hingegen, das an seiner Grenze zu Afghanistan Flüchtlinge aufgenommen hatte, nahm einen besonders harschen Standpunkt gegenüber der Sowjetunion ein und verlangte der Abzug der Truppen.
Von der Bewegung der Blockfreien wurde schließlich ein Entwurf eingebracht, der als Resolution ES-6/2 verabschiedet wurde, in der die bewaffnete Intervention in Afghanistan scharf verurteilt und alle Staaten dazu aufgefordert werden, die Souveränität, territoriale Integrität, politische Unabhängigkeit und den blockfreien Charakter des Staates zu akzeptieren. Die Resolution fordert den sofortigen, bedingungslosen und vollständigen Abzug aller fremden Truppen aus Afghanistan, um das afghanische Volk in die Lage zu versetzen selbst und ohne Einmischung über das wirtschaftliche, politische und soziale System in Afghanistan zu bestimmen und in freier Selbstbestimmung über die Regierungsform zu entscheiden. Die Resolution appellierte auch an alle Mitgliedsstaaten und Unterorganisationen der Vereinten Nationen, humanitäre Hilfe durch den UN High Commissioner for Refugees bereitzustellen.